# Edmundo Campion
San Edmundo Campion (en inglés: Edmund Campion) (Londres, 24 de enero de 1540 – Tyburn, 1 de diciembre de 1581) fue un sacerdote católico, jesuita, mártir santificado siendo uno de los Cuarenta mártires de Inglaterra y Gales.

## Biografía

### Nacimiento y estudios
Edmund Campion nació en Londres, Inglaterra, el 24 de enero de 1540. Era hijo de un librero católico llamado Edmundo, cuya familia católica se había convertido al anglicanismo. De niño se hicieron planes para que entrara en el negocio de su padre, estudiando gramática en la escuela y en el Christ's Hospital. Con trece años, cuando María I de Inglaterra se proclamó en 1553 reina en Londres, fue el escolar encargado de realizar la salutación en latín a la monarca. William Chester, director del Christ's Hospital, le asignó una beca para el Saint John's College de la Universidad de Oxford, la que aceptó pasando a ser uno de los primeros alumnos, graduándose a los dieciséis años.
Campion se distinguió en Oxford en 1560, cuando dio una oración en el responso de Amy Robsart, y otra vez en el funeral del fundador del mismo colegio, Sir Thomas White. Tomó el juramento del Acta de Supremacía en ocasión de su titulación en 1564. Durante los siguientes doce años fue seguido e imitado como ningún otro hombre lo había sido en una universidad inglesa, excepto él mismo y Newman. Se graduó en sendas carreras y comenzó como Tutor.
En 1566, dio la bienvenida a la Reina Isabel al llegar a la universidad, y ganando un respeto duradero. Fue elegido entre los estudiantes para dirigir el debate público frente a la reina. Para el momento en que la reina había dejado Oxford, Campion se había ganado el patrocinio del poderoso William Cecil y también de Robert Dudley Conde de Leicester, pronosticado por algunos a ser el próximo esposo de la joven reina. Se hablaba de Campion considerándolo en un futuro el Arzobispo de Canterbury, en la recién establecida Iglesia Anglicana.
En 1568 Edmund fue designado procurador subalterno (Junior Proctor) y nombrado orador (Speaker) y luego investigador (Sought) en Oxford.

### Rechazo del anglicanismo
Edmundo Campion comenzó a tener complicaciones por cuestiones religiosas; persuadido por Richard Cheyney, obispo de Gloucester, aunque repitiendo doctrinas católicas, fue ordenado diácono de la Iglesia Anglicana. Por dentro "tuvo remordimiento de conciencia y execramiento de mente." Los rumores sobre sus opiniones comenzaron a esparcirse y dejó Oxford en 1569 para dirigirse a Irlanda tomando parte en la propuesta de fundación de la Universidad de Dublín.

### Irlanda
Edmundo Campion fue contratado como tutor para Richard Stanihurst, hijo del Presidente de la cámara de los comunes en el parlamento irlandés, asistió a la primera sesión de esta cámara, que incluyó una sesión parlamentaria. Vivió como parte de la familia de Stanihurst en Dublín y tuvo conversaciones diariamente con el presidente estando a la mesa.
Campion fue transferido bajo recomendación de Stanihurst a la casa de Patrick Barnewall en Turvey en The Pale (región de Irlanda), quien reconoció de haberlo salvado del arresto y subsecuente tortura de parte del partido protestante en Dublín. Por cerca de tres meses eludió a sus perseguidores, dándose a conocer como el Sr. Patrick y ocupándose en escribir sobre la historia de Irlanda.

### Sacerdote católico
Edmund Campion huyó al continente europeo e inició una peregrinación a la ciudad de Roma.
Luego se unió a la orden religiosa de la Compañía de Jesús a la muerte del Padre General San Francisco de Borja, siendo recibido por el Padre Mercuriano. Se ordenó sacerdote en 1578.
Durante el tiempo de su formación jesuítica estudió y trabajó en las ciudades de Praga en Bohemia y Brno en Moravia.

### Retorno a Londres y martirio
Edmund Campion retornó a Londres como parte integrante de la misión de los jesuitas en dicha isla, cruzando el Canal de la Mancha disfrazado de comerciante de joyas. En Londres escribió una descripción de su nueva misión en la que explicó su trabajo desde el punto de vista estrictamente religioso y no político. Entre otras obras escribió su famoso "Decem Rationes" (Diez Razones). Así empezó a ser conocido como el jactancioso Campion. Desplegó una gran actividad religiosa contra la iglesia de Inglaterra y a favor de la Iglesia católica y del papa, como la única fe verdadera, incitando a muchos católicos a permanecer leales a su fe. 
Todo ello condujo al arresto de Edmundo y a su encarcelamiento y tortura en la Torre de Londres, y finalmente al martirio. Murió el 1 de diciembre de 1581, siendo ahorcado, destripado y descuartizado en Tyburn junto con Ralph Sherwin y Alejandro Briant. Las partes de su cuerpo fueron expuestas en cada una de las cuatro puertas de la ciudad como advertencia a otros católicos.
Sus reliquias se encuentran hoy en día en las ciudades de Roma, Praga, Londres, Oxford, Stonyhurst y Roehampton.

### Santidad
Fue beatificado el 9 de diciembre de 1886 por el papa León XIII. Siendo finalmente canonizado en Roma el 25 de octubre de 1970 por el papa Pablo VI, como uno de los cuarenta mártires de Inglaterra y Gales. Su memoria  litúrgica se celebra el 1 de diciembre de cada año.